# Frank Carlucci

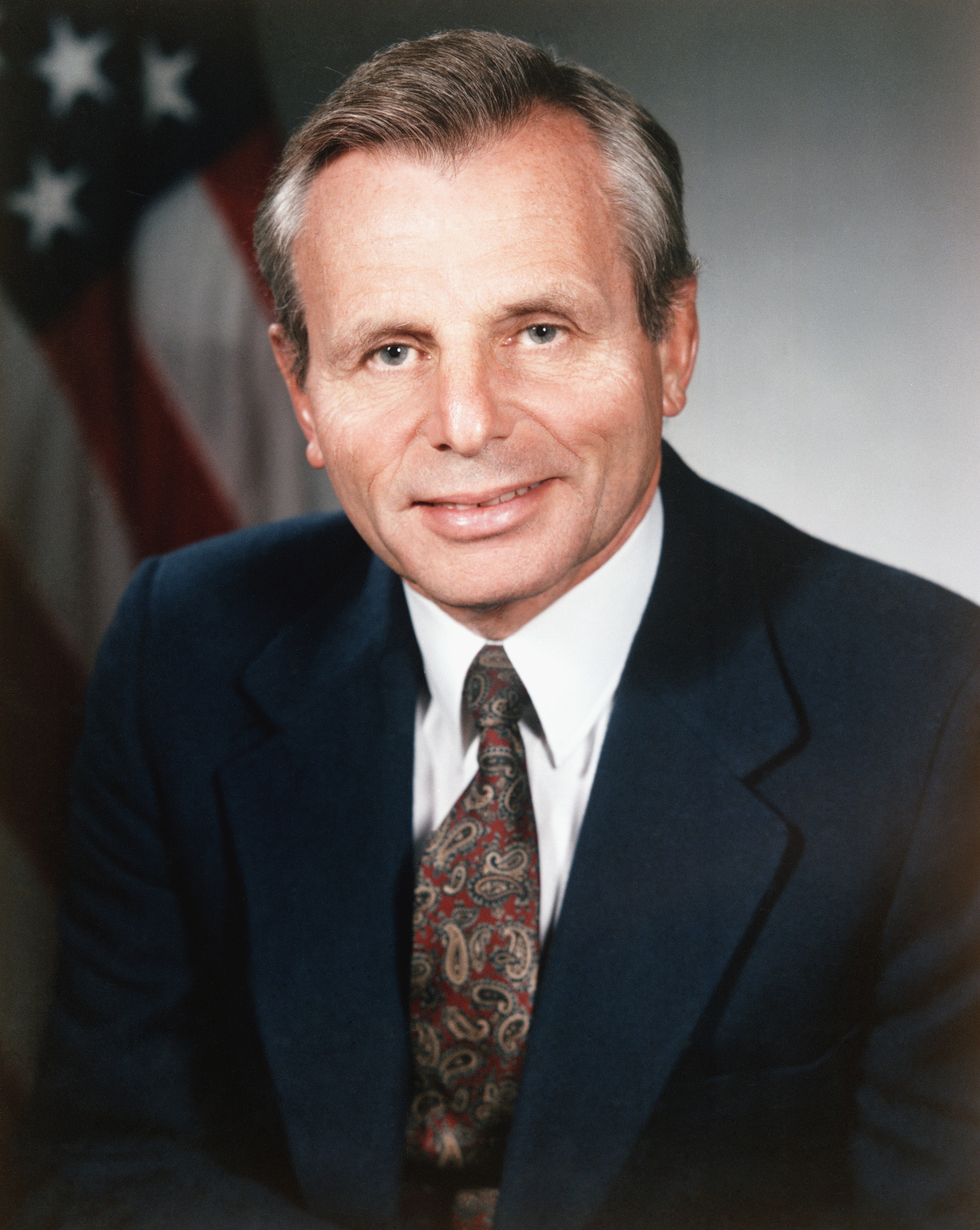
Frank Carlucci (1987)

Frank Charles Carlucci III. (* 18. Oktober 1930 in Scranton, Pennsylvania; † 3. Juni 2018 in McLean, Virginia) war ein US-amerikanischer Politiker der Republikanischen Partei. Carlucci war von 1987 bis 1989 der 16. Verteidigungsminister der Vereinigten Staaten. Von 1986 bis 1987 fungierte er als Nationaler Sicherheitsberater.

## Leben
Der italienischstämmige Amerikaner schloss sein Studium an der Princeton University 1952 ab. Von 1954 bis 1955 besuchte er Vorlesungen an der Harvard Business School. Von 1952 bis 1954 war er Angehöriger der United States Navy. Von 1956 bis 1969 arbeitete er im amerikanischen diplomatischen Dienst. Anschließend war er für Donald Rumsfeld tätig, der das Office of Economic Opportunity, eine Behörde zur Armutsbekämpfung, leitete, und folgte ihm 1971 in diesem Amt. Ab August 1972 koordinierte er die Katastrophenhilfe nach Hurrikan Agnes. Von 1974 bis 1977 diente Carlucci als US-Botschafter in Portugal mit Sitz in Lissabon. Von 1978 bis 1981 war Carlucci Deputy Director of the Central Intelligence Agency (stellvertretender Leiter des Nachrichtendienstes); im Anschluss wurde er stellvertretender Verteidigungsminister und blieb dies bis 1983.
Am 23. November 1987 trat er im Kabinett von Präsident Ronald Reagan die Nachfolge von Verteidigungsminister Caspar Weinberger an; dieses Amt bekleidete er bis zum 20. Januar 1989. Sein Nachfolger Dick Cheney wurde erst am 20. März in sein Amt eingeführt, nachdem der ursprünglich vom neuen Präsidenten George Bush nominierte John Tower nicht vom Senat bestätigt worden war.
Von 1992 bis 2003 war Carlucci Chairman der Private-Equity-Gesellschaft Carlyle Group.